# Perigonia
Perigonia este un gen de molii din familia Sphingidae. 

## Specii
- Perigonia caryae Cadiou & Rawlins, 1998
- Perigonia divisa Grote, 1865
- Perigonia glaucescens Walker, 1856
- Perigonia grisea Rothschild & Jordan, 1903
- Perigonia ilus Boisduval, 1870
- Perigonia jamaicensis Rothschild, 1894
- Perigonia lefebvraei (Lucas, 1857)
- Perigonia leucopus Rothschild & Jordan, 1910
- Perigonia lusca (Fabricius, 1777)
- Perigonia manni Clark, 1935
- Perigonia pallida Rothschild & Jordan, 1903
- Perigonia passerina Boisduval, 1875
- Perigonia pittieri Lichy, 1962
- Perigonia stulta Herrich-Schaffer, 1854
- Perigonia thayeri Clark, 1928

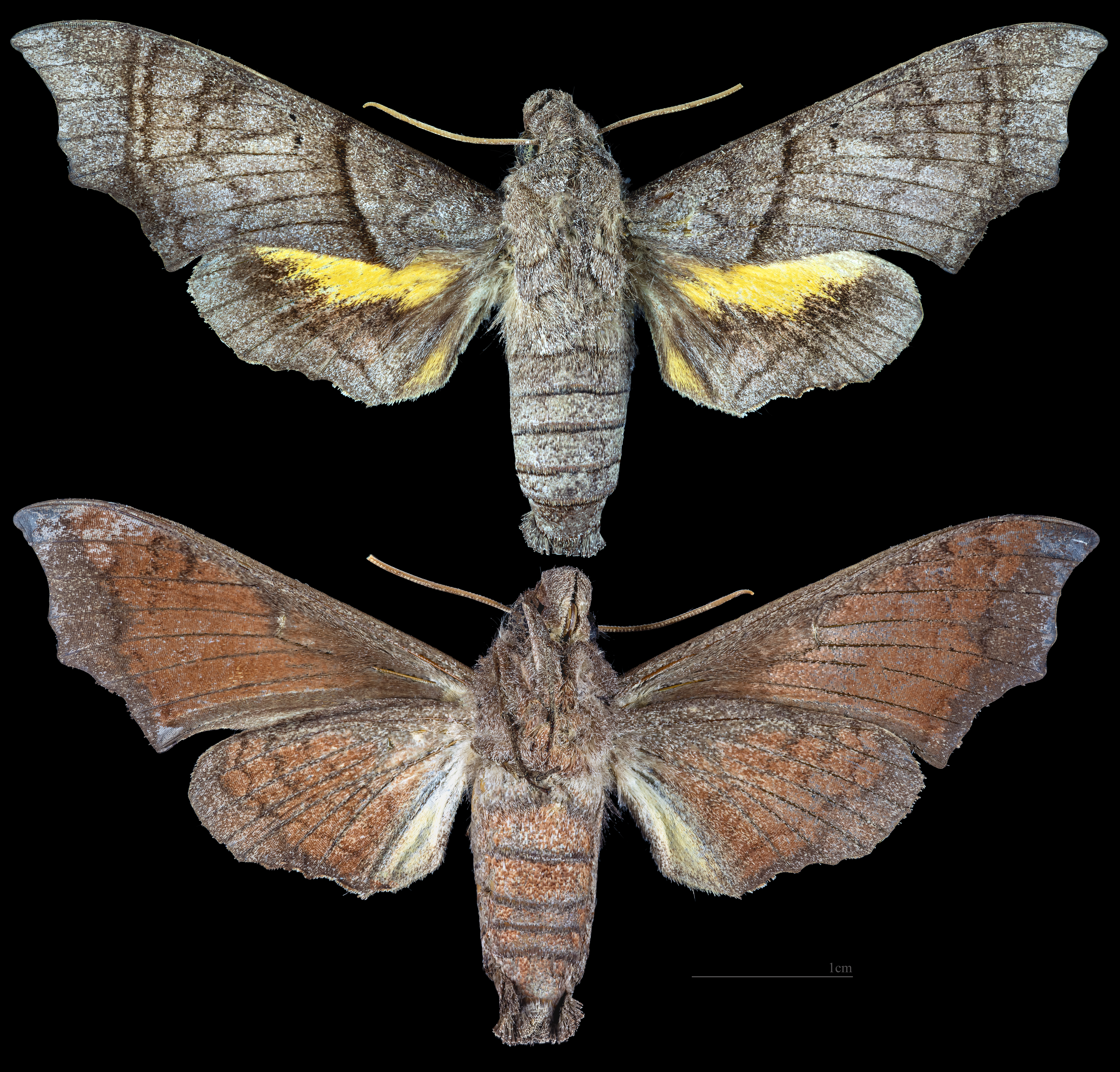
Perigonia grisea
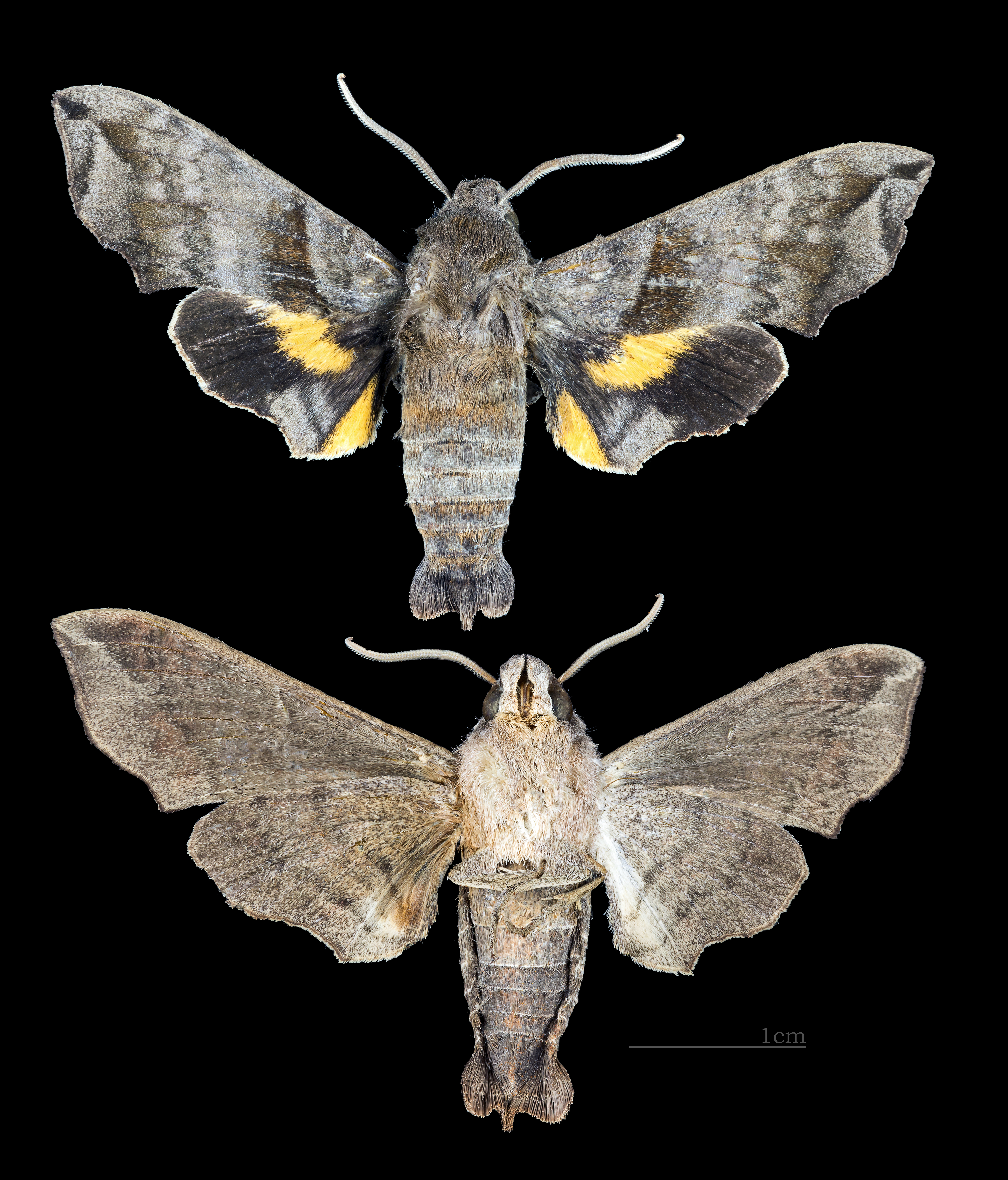
Perigonia ilus
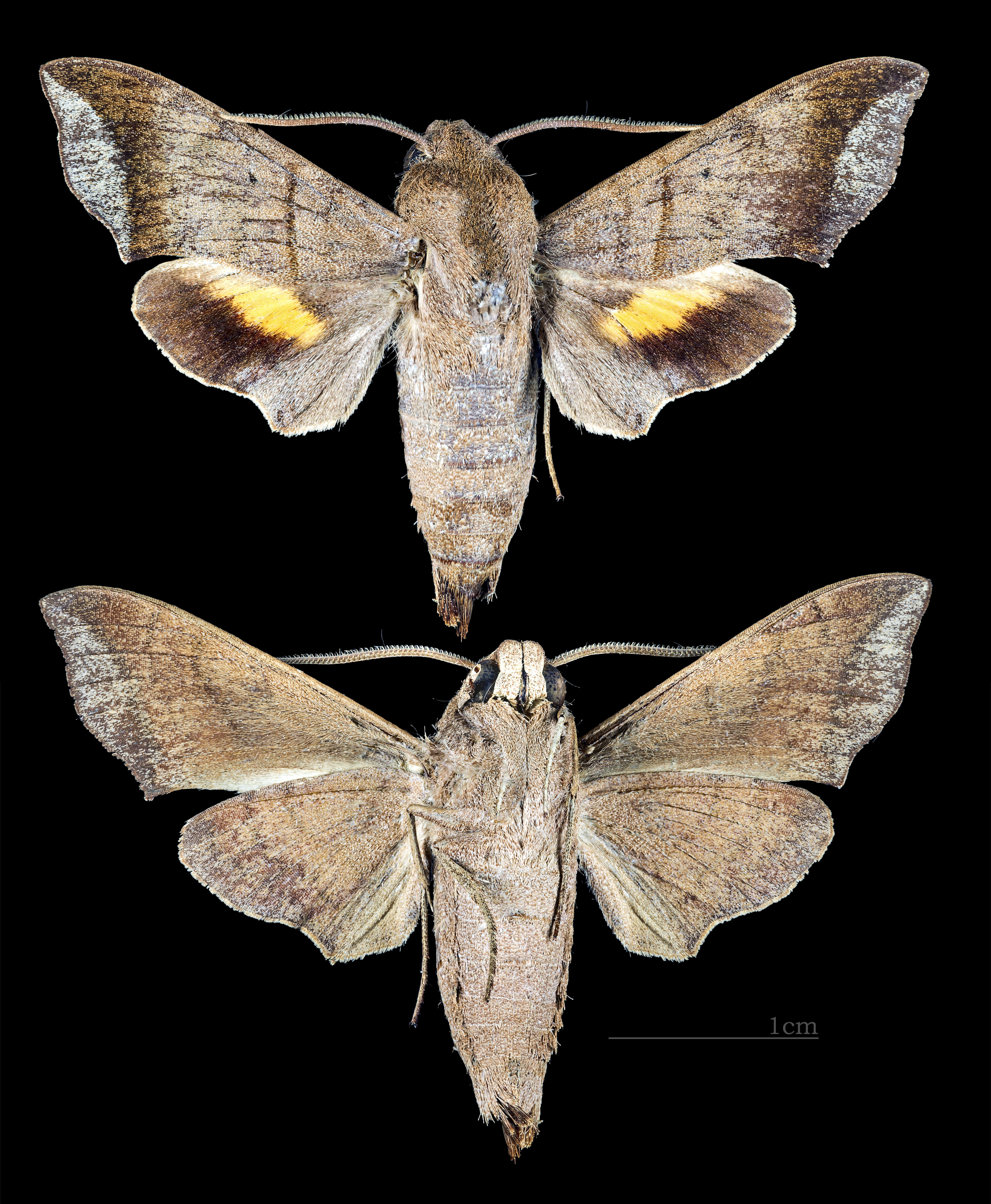
Perigonia lefebvraei
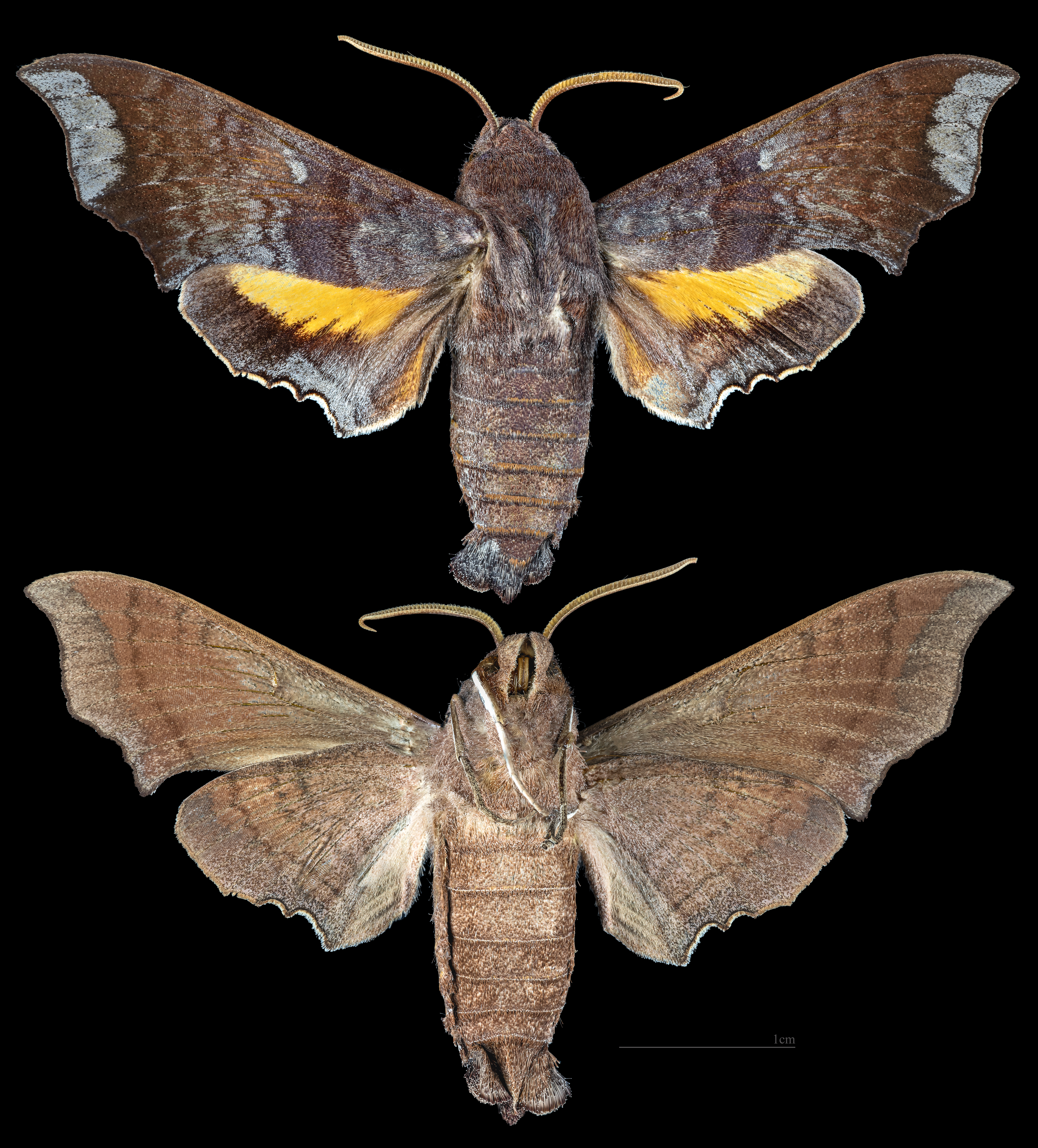
Perigonia leucopus
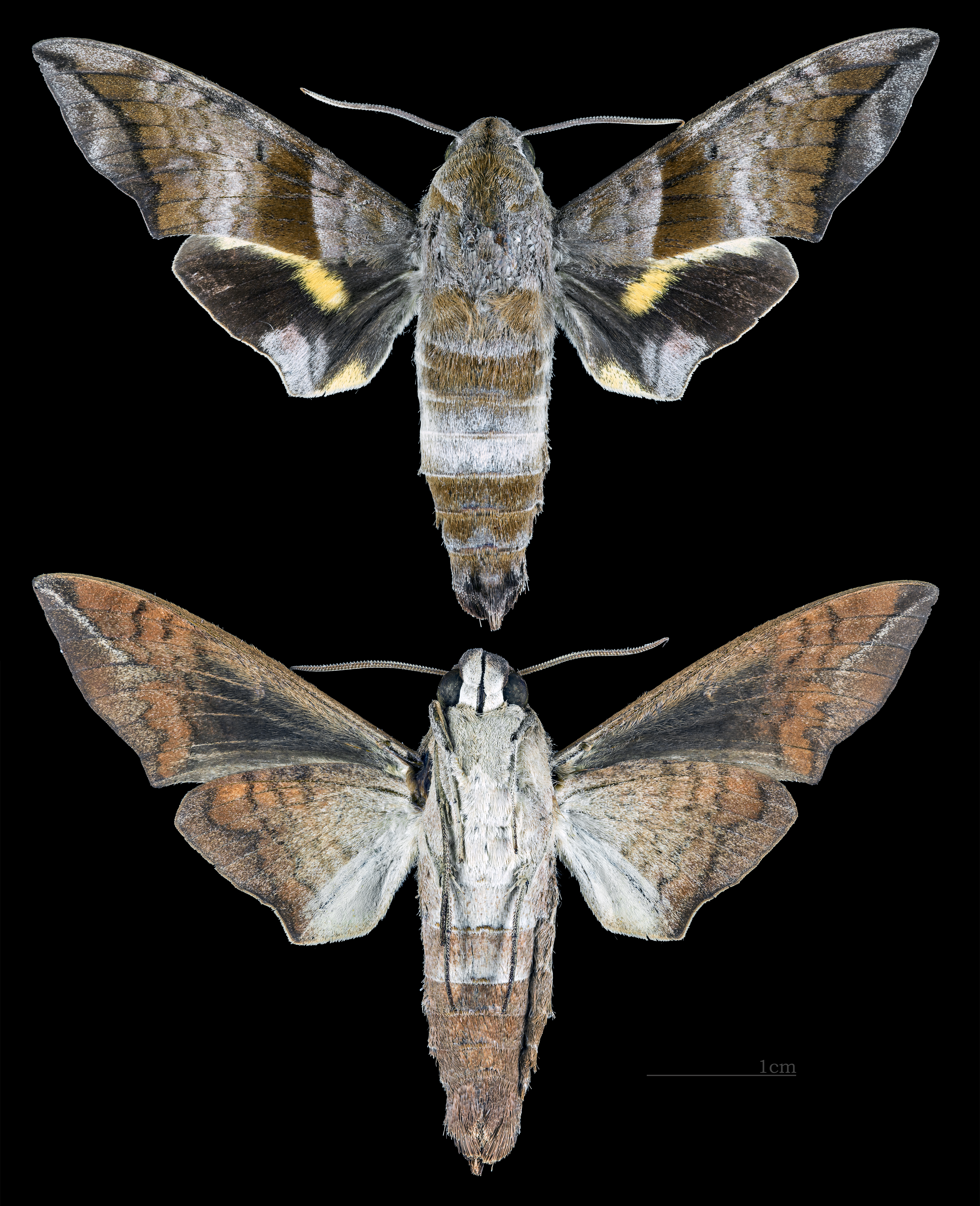
Perigonia lusca
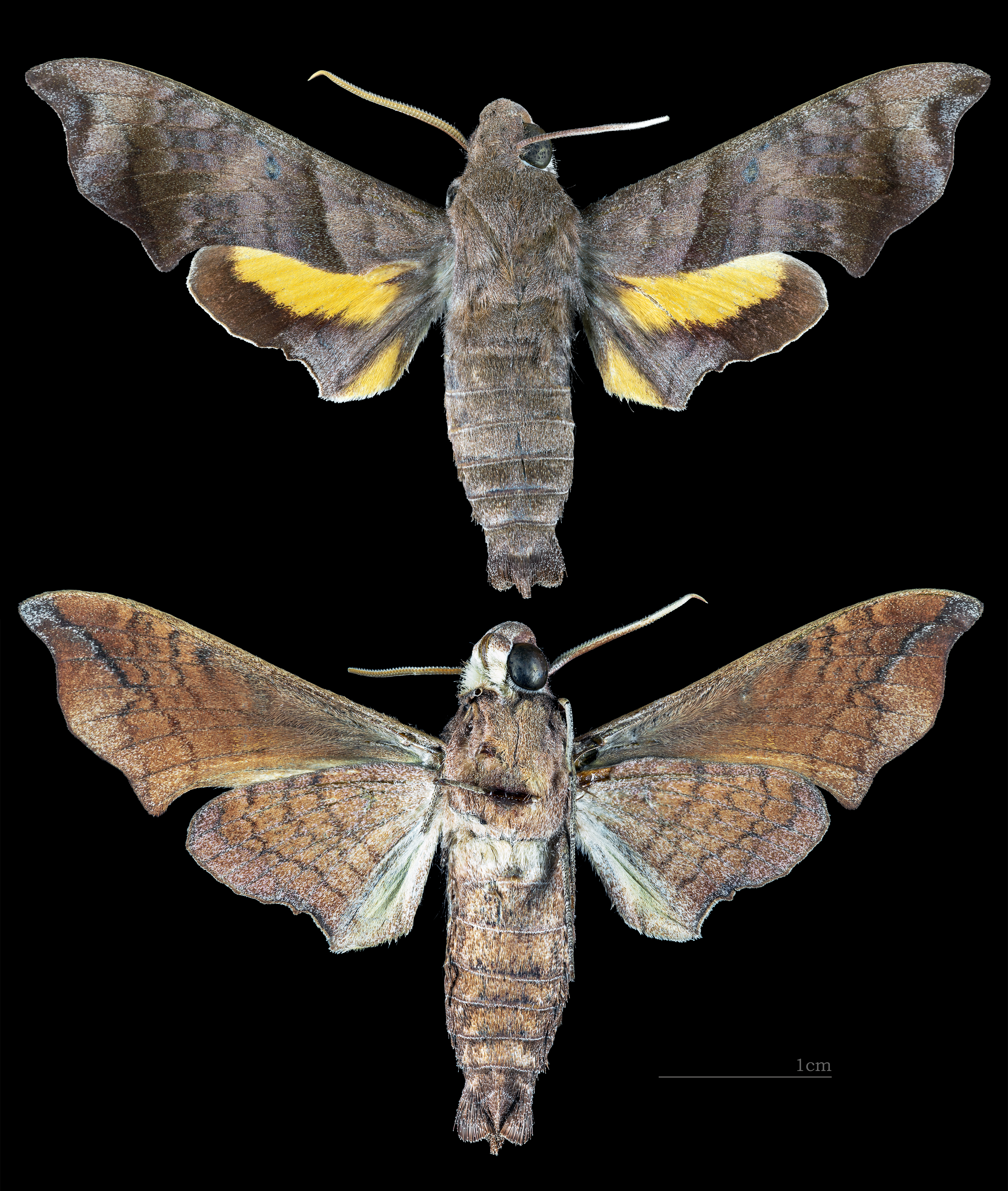
Perigonia pallida
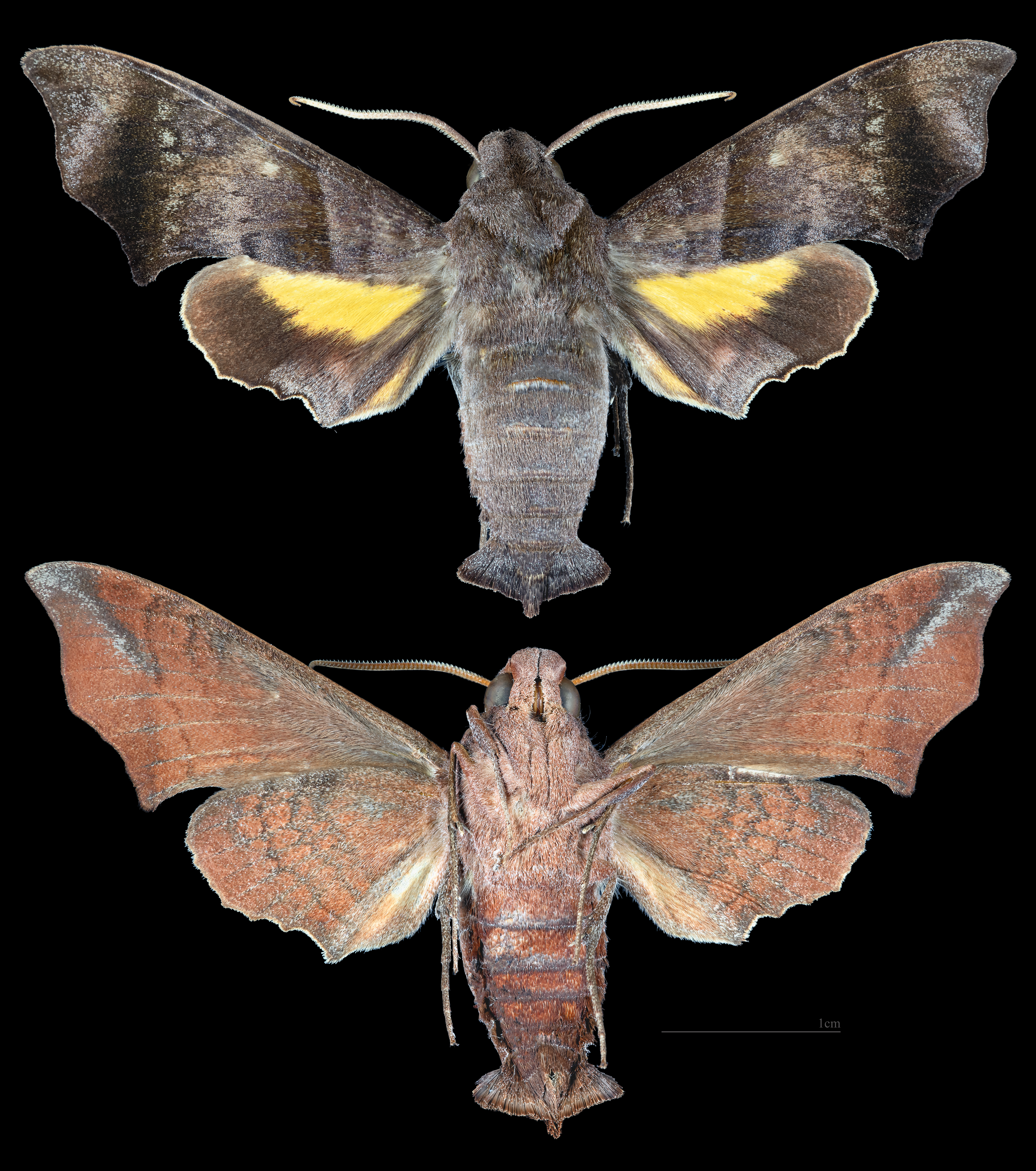
Perigonia stulta